# Classe Vanguard
A Classe Vanguard é um linha de submarinos nucleares lançadores de mísseis balísticos a serviço da marinha de guerra do Reino Unido. Cada um dos seus submarinos pode carregar até dezesseis mísseis Trident II. Suas primeiras embarcações entraram no serviço ativo em 1994. Quatro submarinos foram comissionados: o Vanguard, o Victorious, o Vigilant e o Vengeance. Foram construídos em Barrow-in-Furness pela Vickers Shipbuilding and Engineering, entre 1986 e 1999, que pertence a empresa BAE Systems. Sua atual base de operações fica na base naval HMNB Clyde, a cerca de 40 km a oeste de Glasgow, na Escócia.
Desde 1998, os submarinos da classe Vanguard se tornaram a única plataforma para lançamento de mísseis nucleares do Reino Unido.

## Os submarinos de sua classe

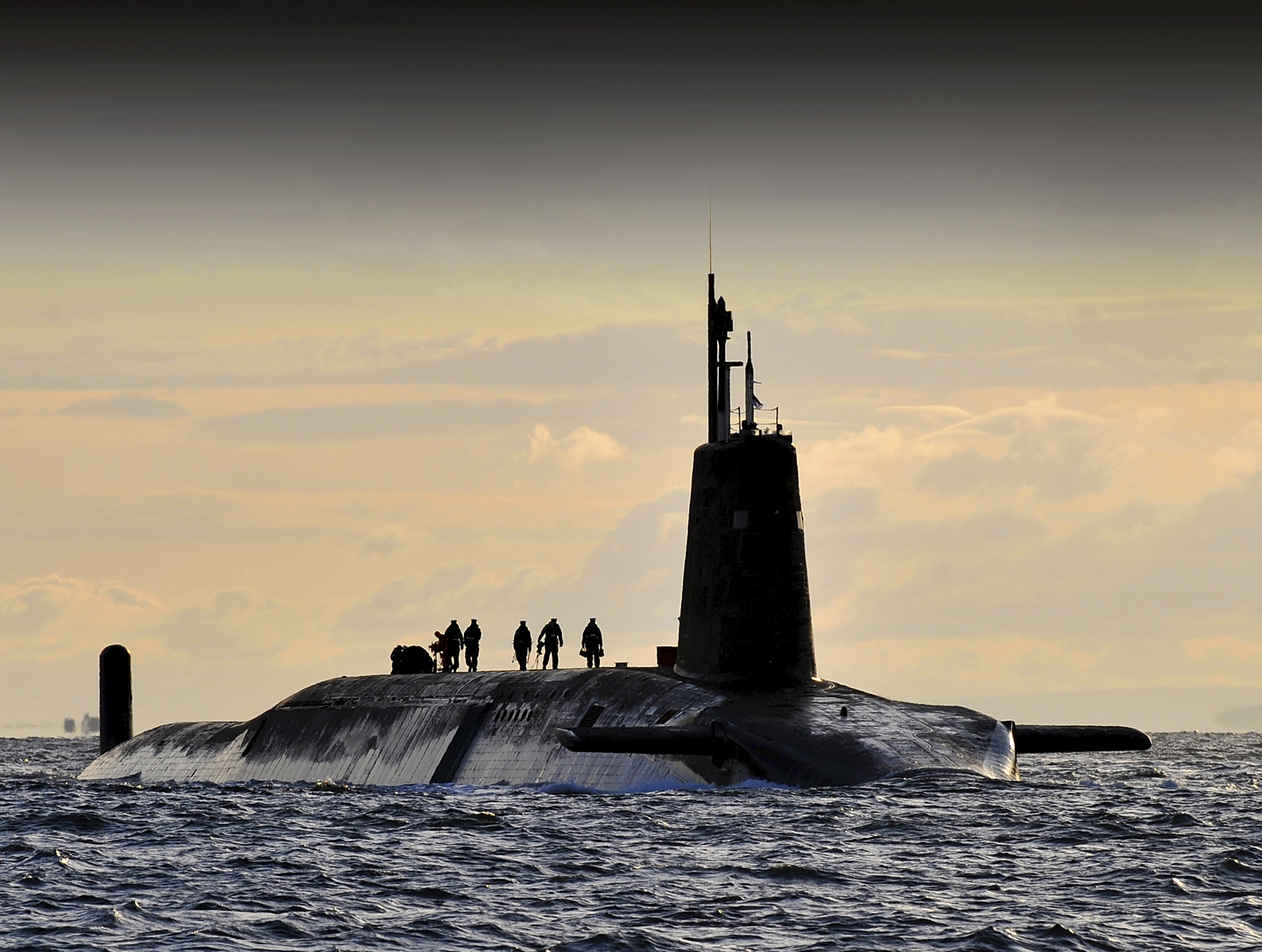
O HMS Vanguard, o primeiro submarino de sua classe, comissionado em 1993.
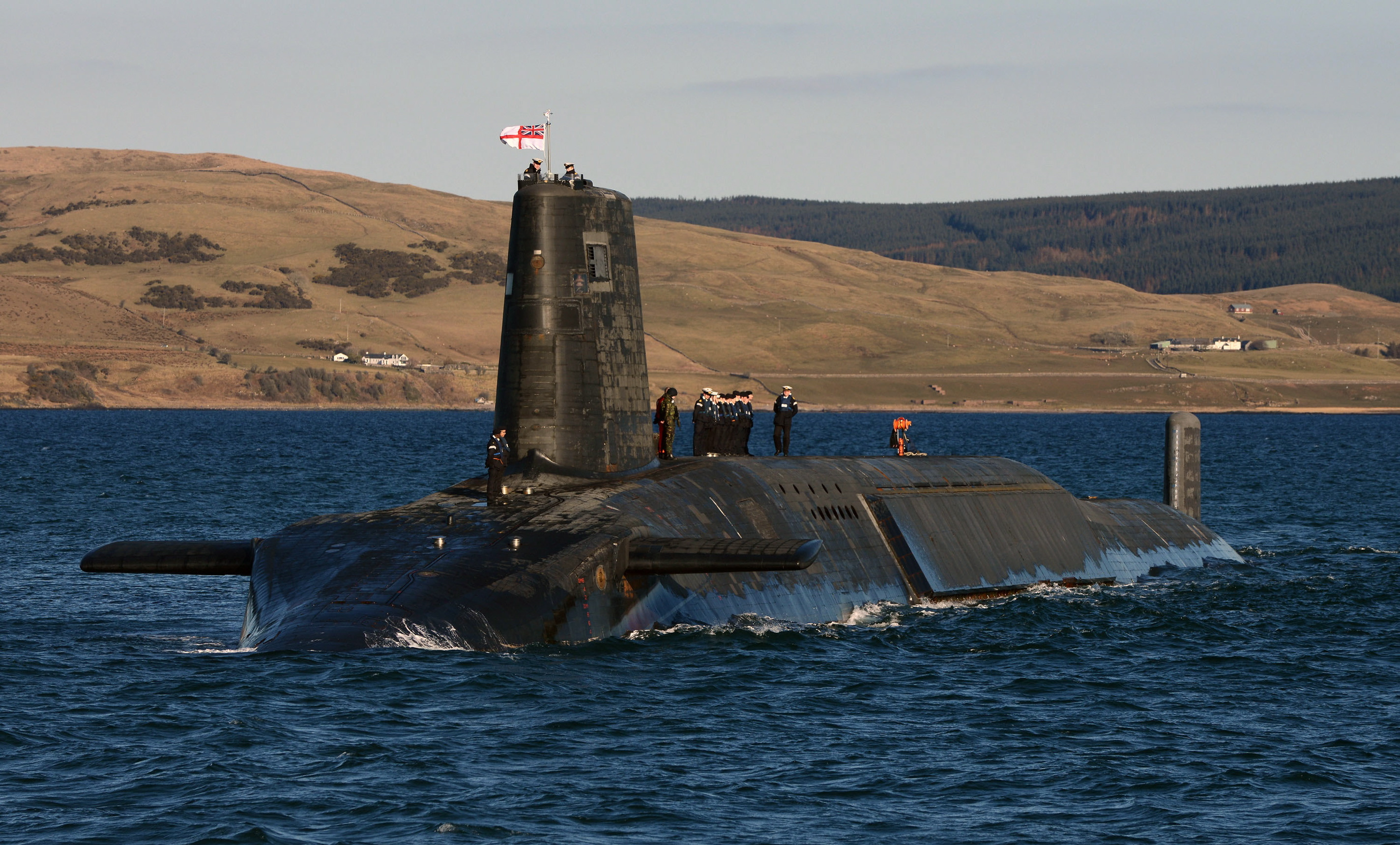
O HMS Victorious, comissionado em 1995.
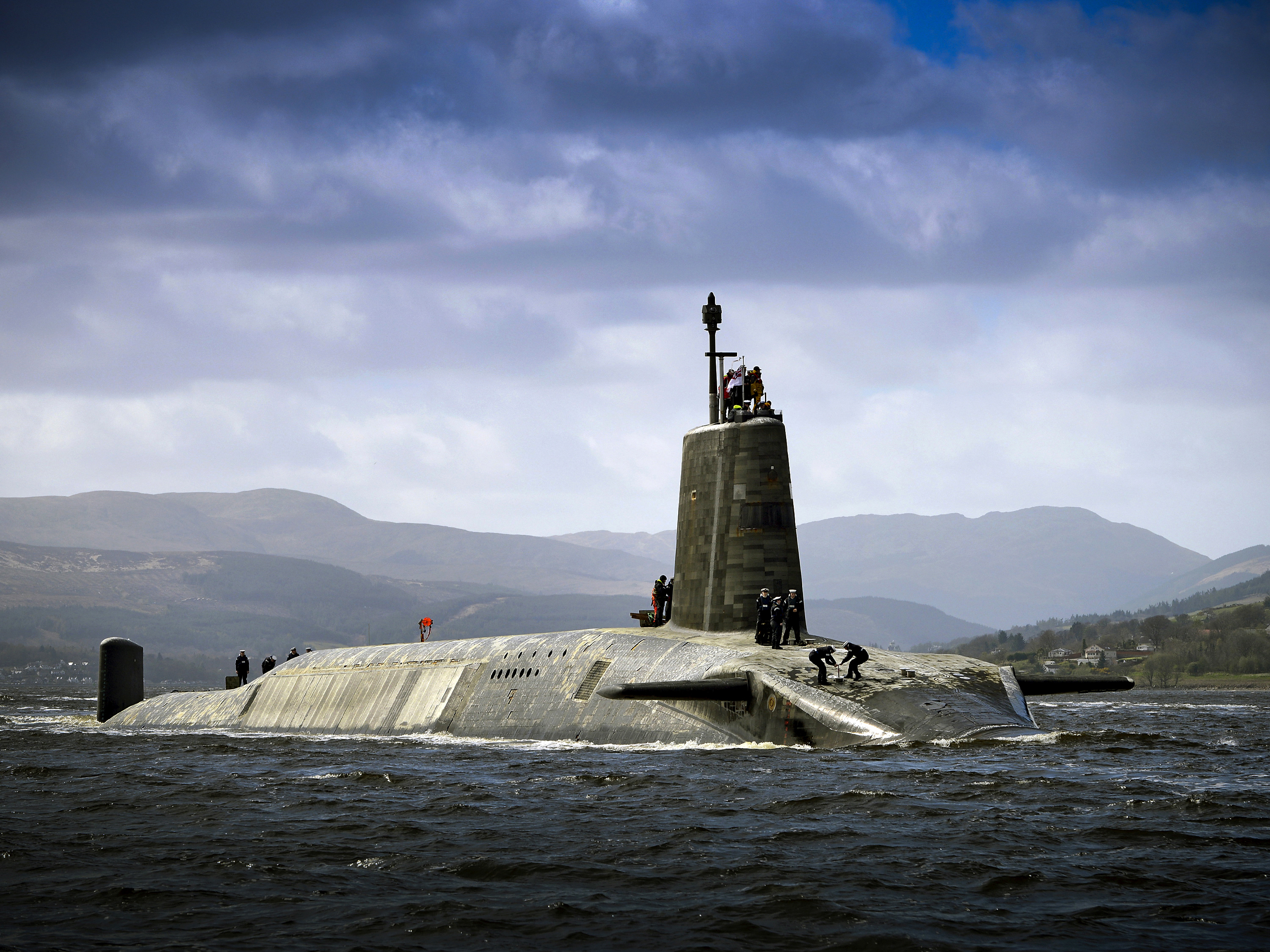
O HMS Vigilant, comissionado em 1996.
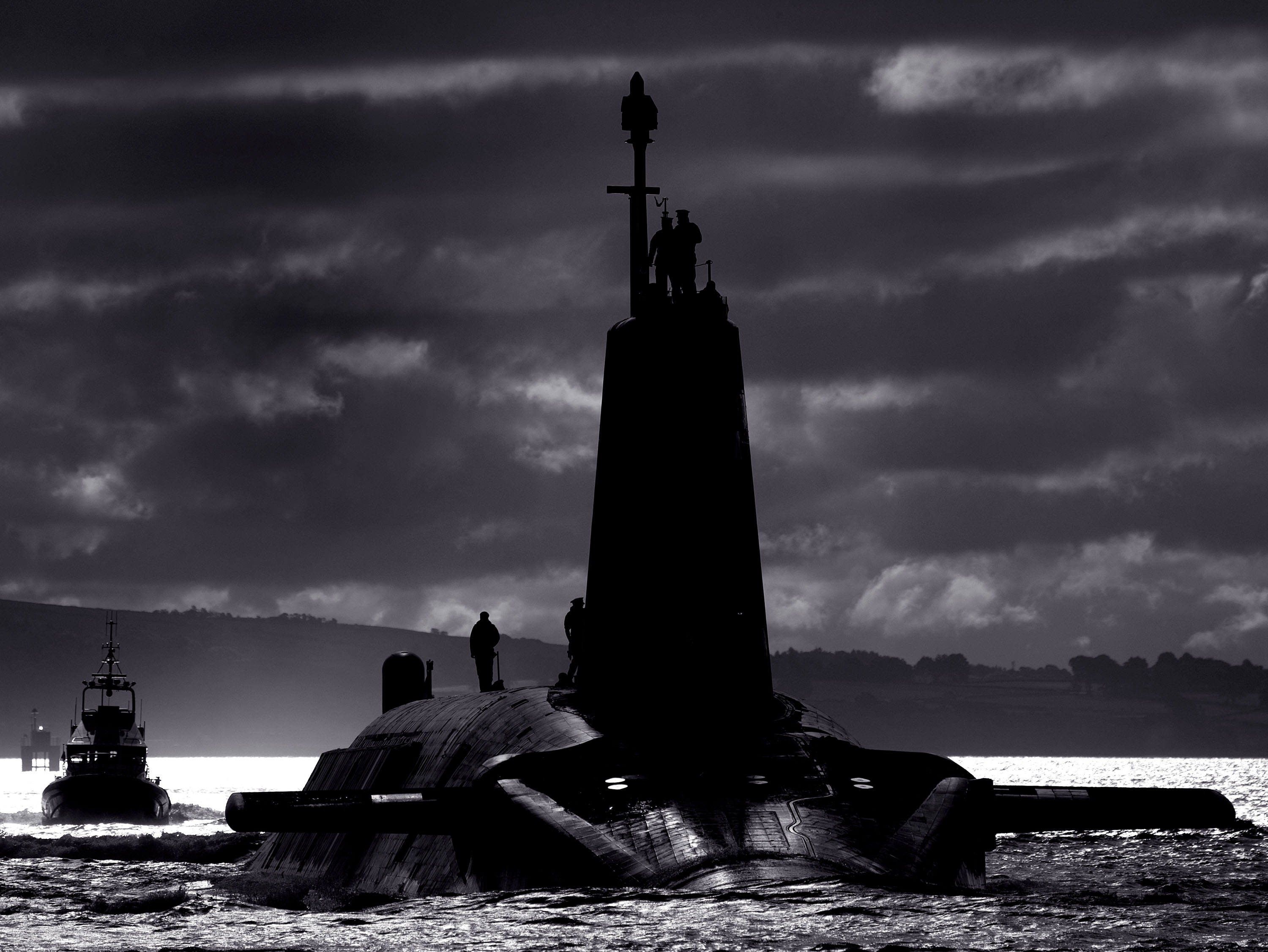
O HMS Vengeance, último de sua classe a ser lançado ao mar, comissionado em 1999.